# Hoeve (Zondereigen)

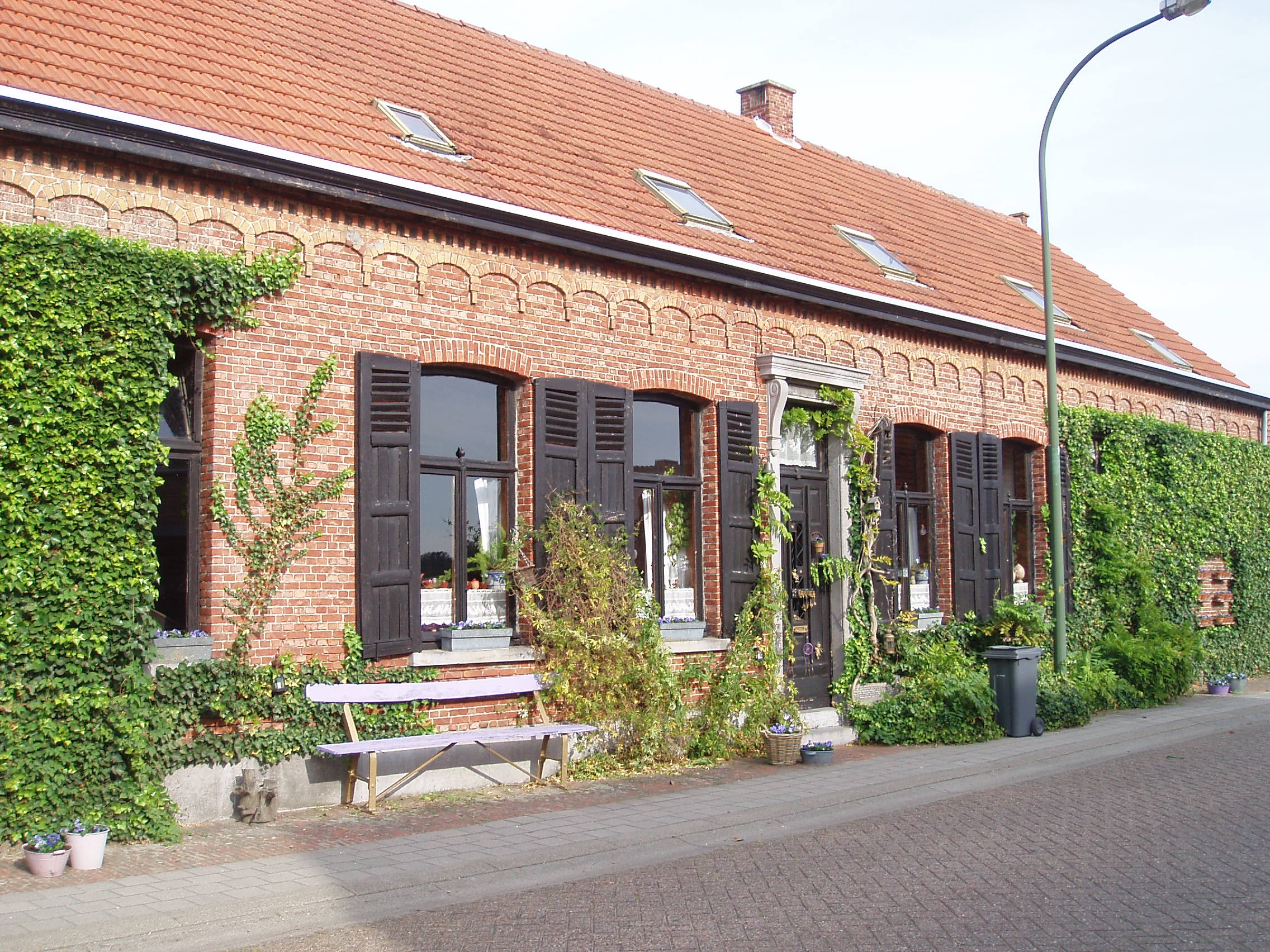
De voormalige hoeve anno 2016

De hoeve is een voormalige boerderij te Baarle-Hertog, gelegen in het deel Zondereigen, nr. 8.

## Geschiedenis
De hoeve dateert van omstreeks 1893 en is gelegen aan de straatkant. In het begin van de 20e eeuw werd de hoeve bewoond door Toontje Gillis, eerste schepen van Baarle-Hertog. Bij het begin van de Eerste Wereldoorlog werd Zondereigen als laatste Belgische plaats door de Duitsers bezet op 3 november 1914. Omdat de grens vanaf dan afgesloten was, kon het gemeentehuis in Baarle-Hertog niet meer bereikt worden. Daarom werd op 13 oktober 1915 te Zondereigen een noodgemeentehuis ingericht in de hoeve van de eerste schepen. In het voorlopig register van de burgerlijke stand werden in de periode van de bezetting geen huwelijken geregistreerd - de meeste jonge mannen vochten aan het front en de toestand was zeer onzeker - maar wel 21 geboortes en 18 overlijdens.

## Onroerend erfgoed
Op 5 oktober 2009 werd de hoeve op de Inventaris van het Bouwkundig Erfgoed geplaatst. De hoeve is niet beschermd als monument, maar kreeg in november 2014 de categorie "vastgesteld".